# Torgny Gynnerstedt

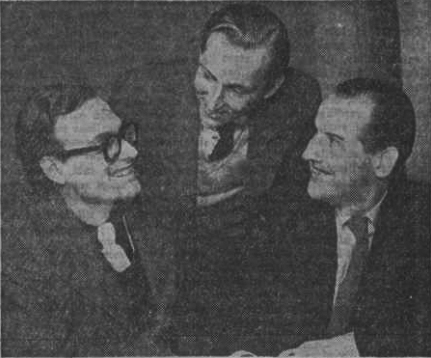
Arkitekterna Torgny Gynnerstedt, Bengt Ågren och Jan Ericson 1956.

Torgny Lars-Fabian Gynnerstedt, född 17 augusti 1927 i Lund, död 11 oktober 2009 i Oscars församling, Stockholm, var en svensk arkitekt.

## Biografi
Gynnerstedt studerade vid Kungliga Tekniska Högskolan med examen 1950. Han praktiserade hos domkyrkoarkitekten Eiler Græbe i Lund 1945–1946 och hos Osvald Almqvist i Stockholm 1950. Efter examen anställdes han hos Hans Westman i Lund 1950–1951, men flyttade tillbaka till Stockholm för anställning hos Erik Glemme 1952. Mellan 1953 och 1992 drev han egen arkitektverksamhet under namnet EGÅ tillsammans med Jan Ericson och Bengt Ågren. Gynnerstedt är begravd på Galärvarvskyrkogården i Stockholm.

## Verk i urval

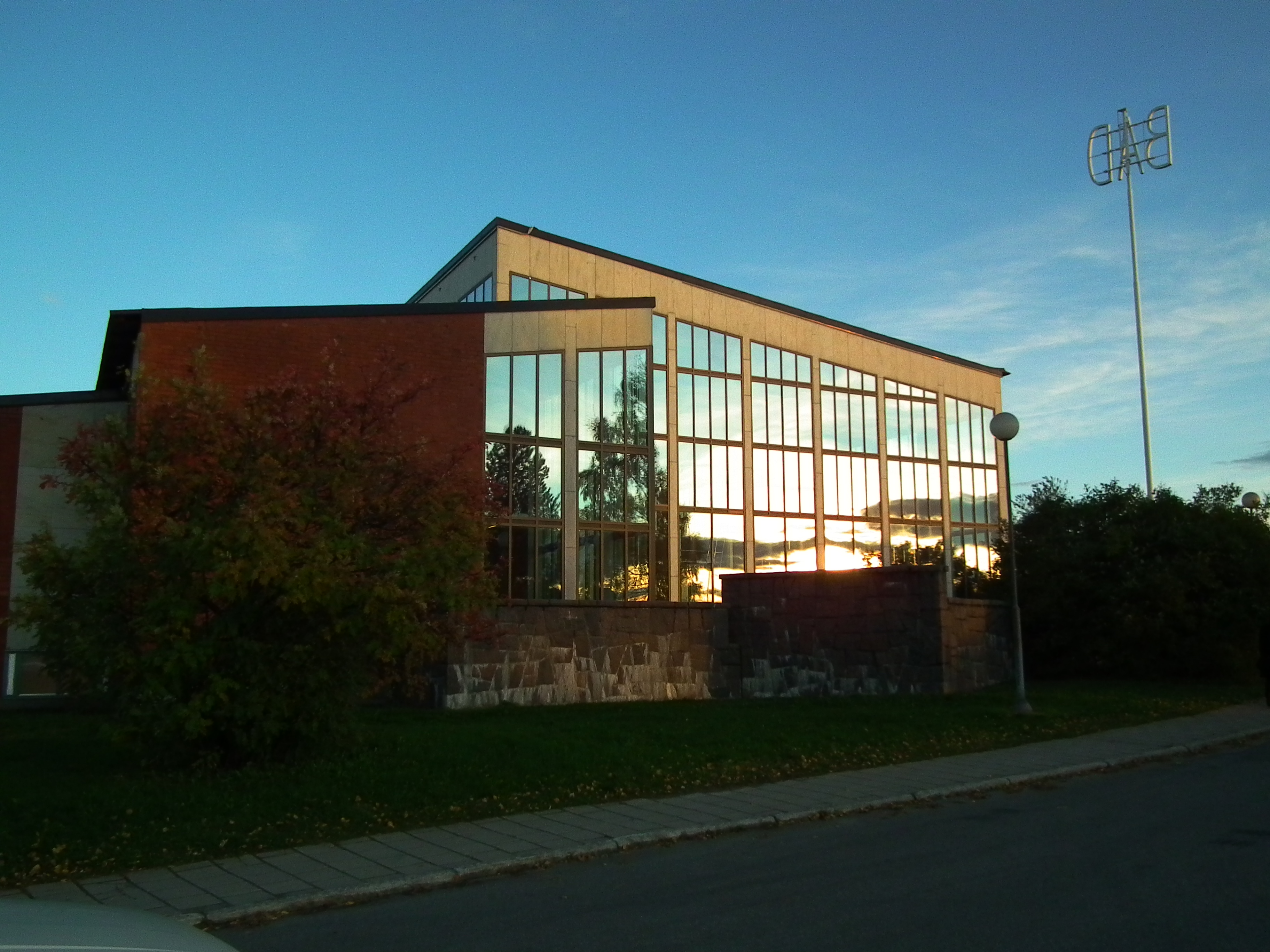
Pontusbadet

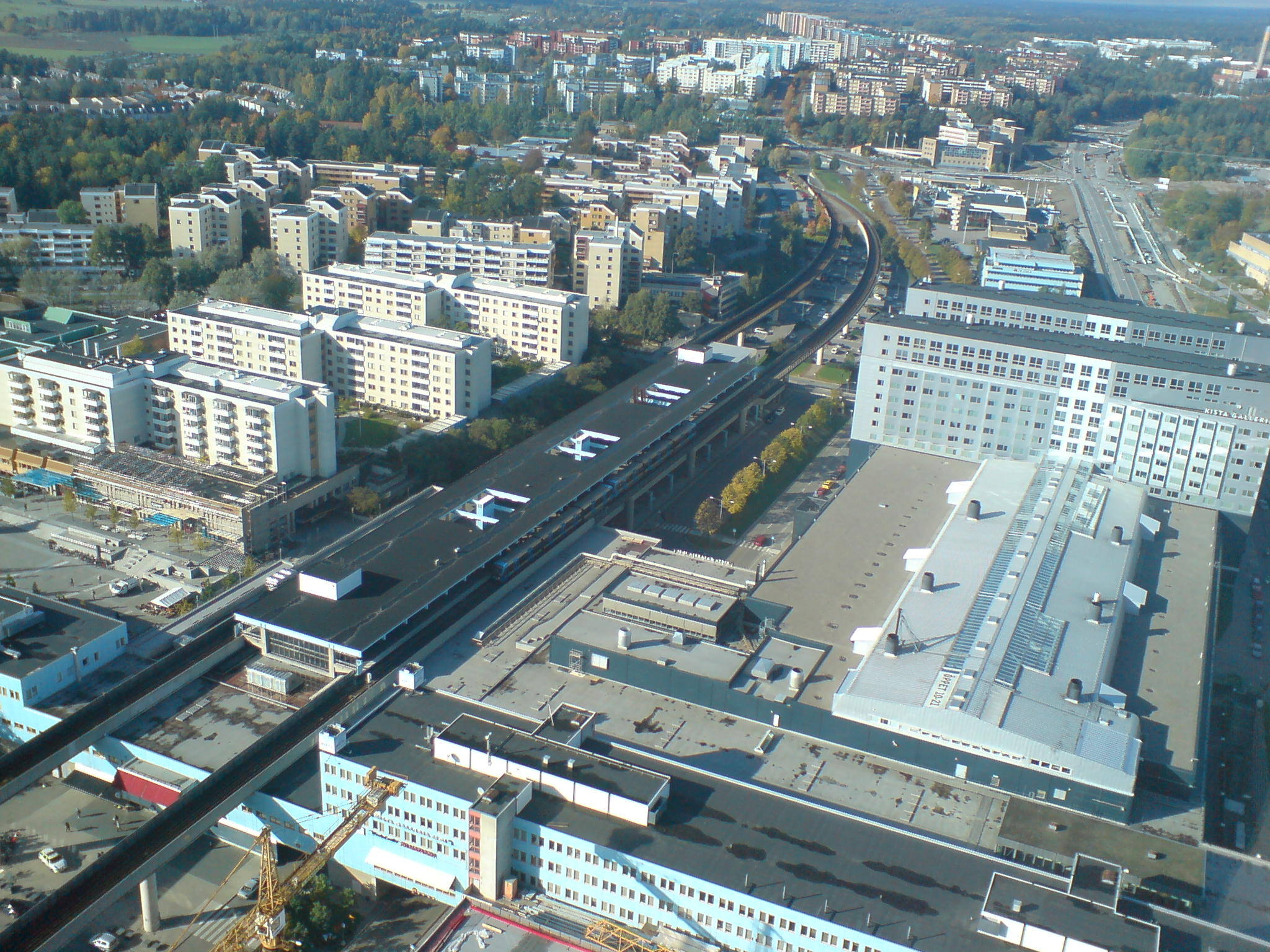
Kista centrum

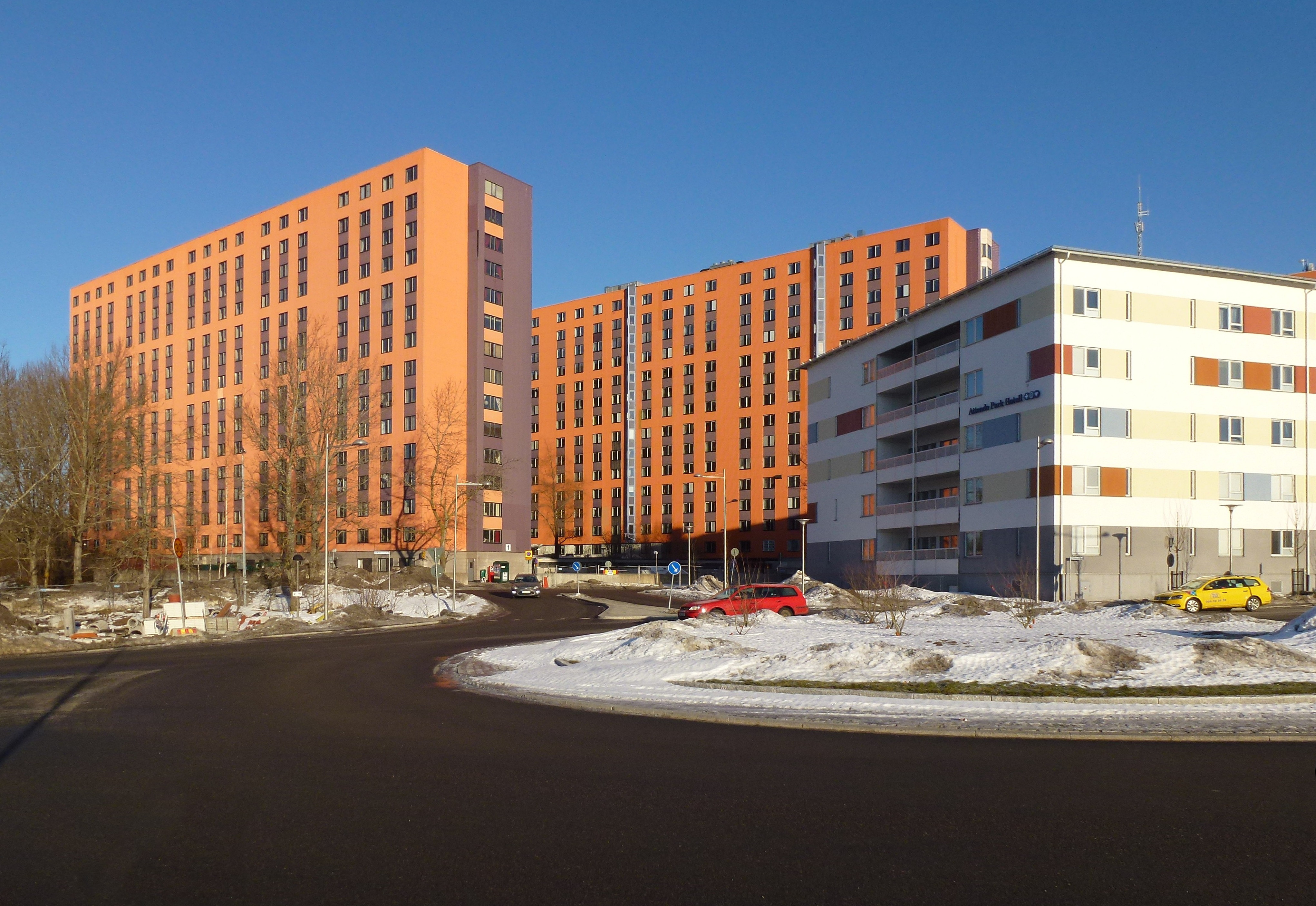
Bostadshus i Grantorp.

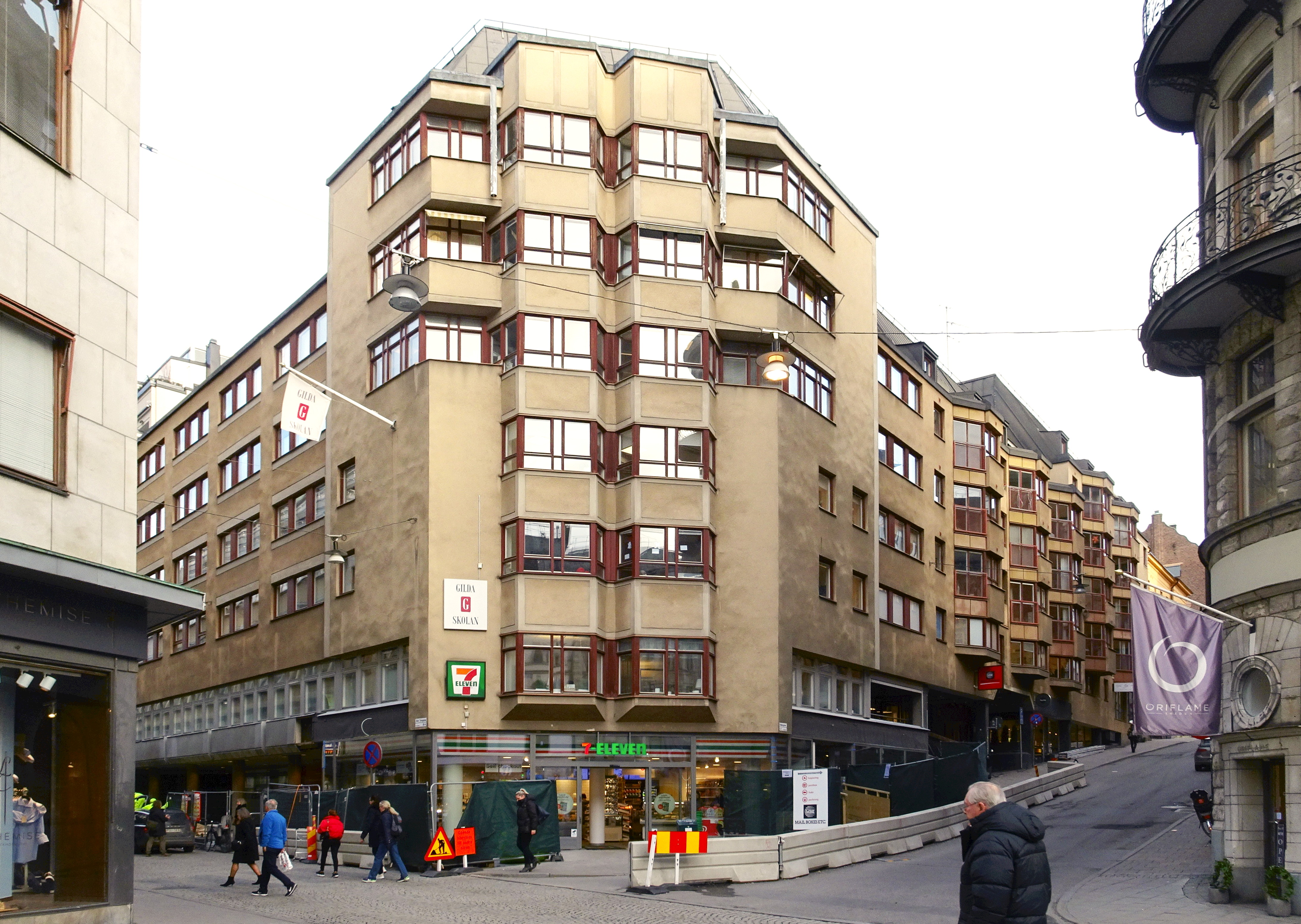
Bostadshus i kvarteret Riddaren

- Betongskaltak över tunnelbaneuppgång, Odenplan, Stockholm (tillsammans med Erik Glemme) 1952.
- Igelbodaskolan, Saltsjöbaden 1955.
- Medborgarhus i Gamlestaden, Göteborg 1956–1958.
- Pontusbadet, Luleå 1957.
- Församlingshus, Skänninge 1958.
- Radhus, Vällingbyhöjden 1958.
- Skinnskattebergs folkhögskola 1959.
- Bergshamraskolan, Solna 1959.
- Ribbyskolan, Västerhaninge 1960.
- Tattby gymnasium, Saltsjöbaden 1962, tillbyggnad.
- Bostäder, centrum och skola, Östbergahöjden, Stockholm 1963–1968.
- Trojenborgsskolan, Skänninge 1964.
- Nytorpskolan, Västerhaninge 1966.
- Klocktorn, Skillinge kapell 1967.
- Tibble gymnasium, teater och sporthall, Täby 1968–1970.
- Byängskolan, Täby 1970.
- Bostäder och bostadskomplement, Norsborg, Hallunda, Botkyrka 1971.
- Tre bostadshus i Grantorp, Flemingsberg 1972.
- Ljungsbackaskolan, Lidingö 1973.
- Vårbyskolan, Huddinge 1973.
- Idrottshall och bad, Vårbygård 1973.
- Husby centrum, Stockholm 1975.
- Kista centrum Stockholm 1979.
- Hamburgerbryggeriet, Stockholm 1979, ombyggnad.
- Bostäder, vårdcentral mm kv Riddaren, Stockholm 1981.
- Äldrebostäder kv Gasverket, Lund 1981.
- Institutes for mentally retarded, deaf and dumb, Bagdad, Irak 1981.
- Salahaldeen University Arbil Irak 1982.
- Medical College, Bagdad, Irak 1983.
- Bostadshotell och kollektivhus, kv Rio , Gärdet, Stockholm 1983.
- Kontorshus Tandem Computer, Kista, Stockholm 1985.
- Kontor Skanska, kv Trekanten, Danderyd 1988.
- Bostäder kv Brinckan och Lehusen, Södra Station, Stockholm 1989–1992.